# Novalaise
Novalaise este o comună în departamentul Savoie din sud-estul Franței. În 2009 avea o populație de 1.847 de locuitori.

## Evoluția populației
| An        | 1975 | 1982  | 1990  | 1999  | 2006  | 2009  |
| --------- | ---- | ----- | ----- | ----- | ----- | ----- |
| Populație | 802  | 1.017 | 1.234 | 1.432 | 1.661 | 1.847 |